# Sent Circ de la Pòpia
Sent Circ de la Pòpia (en francès Saint-Cirq-Lapopie) és un municipi francès situat al departament de l'Òlt i a la regió d'Occitània.

## Demografia
| 1962                                       | 1968 | 1975 | 1982 | 1990 | 1999 | 2006 |
| ------------------------------------------ | ---- | ---- | ---- | ---- | ---- | ---- |
| 161                                        | 191  | 167  | 179  | 187  | 207  | 215  |
| Des de 1962: població sense dobles comptes |      |      |      |      |      |      |

## Administració
| Període   | Identitat        | Partit |
| --------- | ---------------- | ------ |
| 1983-1989 | Francis Vallette |        |
| 1989-1995 | Jacques Delmas   |        |
| 1995-     | Gilles Hardeveld |        |

## Personatges relacionats
- Pere Daura i Garcia